# Duvalius abyssimus
Duvalius abyssimus é uma espécie de escaravelho descrita em 2014 pelos biológos Ana Sofia Reboleira e Vicente Ortuño.
O Duvalius abyssimus vive na gruta de Krubera-Vorónia, na Abcázia, e não tem asas nem olhos funcionais.
A nova espécie foi descoberta pela Doutora Ana Sofia Reboleira durante as expedições Ibero-Russas do Cavex Team - International Cave Exploration Team a Krubera-Vorónia (a gruta mais profunda do mundo), em 2010 e 2013.